# Quercus undulata
Quercus undulata là một loài thực vật có hoa trong họ Cử. Loài này được Torr. miêu tả khoa học đầu tiên năm 1828.